# Stigmatomma octodentatum
Stigmatomma octodentatum is een mierensoort uit de onderfamilie van de Amblyoponinae. De wetenschappelijke naam van de soort is voor het eerst geldig gepubliceerd in 2006 door Xu.